# Ian Appleyard
Pour les articles homonymes, voir Appleyard.
Ian Appleyard, né le 10 octobre 1923 et mort le 2 juin 1998,  est un pilote de rallye anglais, qui concourut essentiellement de 1947 (rallye des Alpes Françaises) à 1956 (RAC rally), avec pour copilote, son épouse Pat Appleyard (la fille de William Lyons, fondateur de la marque automobile Jaguar).

## Palmarès

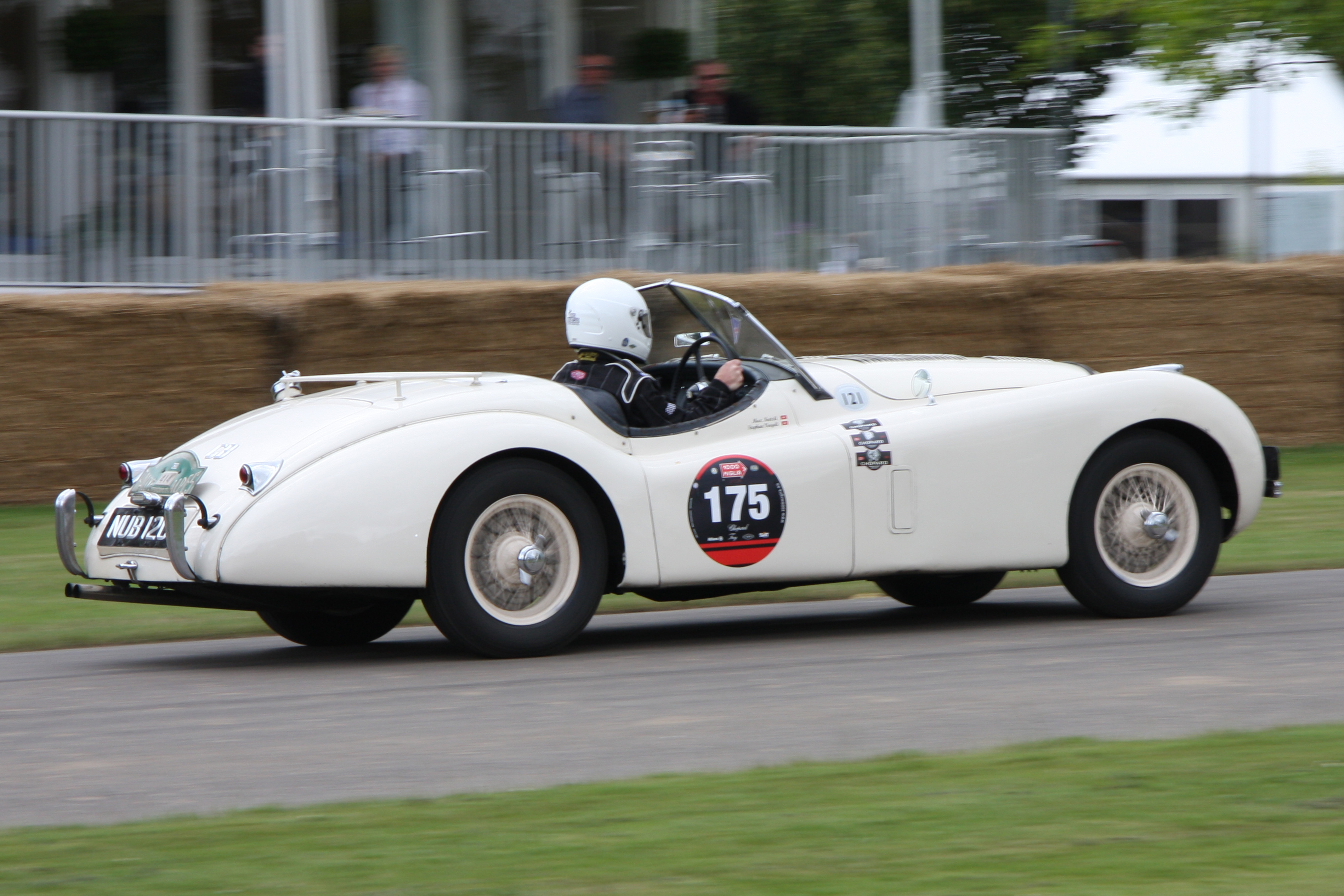
Jaguar XK120 en exhibition.

- Vainqueur du Rallye de Grande-Bretagne en 1951 sur Jaguar XK120 (copilote : son épouse - 1 500 cm3);
- Vainqueur du Rallye de Grande-Bretagne en 1953 sur Jaguar XK120 (copilote : son épouse);
- Vainqueur du Rallye International des Alpes Françaises (Coupe des Alpes) en 1950  sur Jaguar XK120 (copilote : son épouse);
- Vainqueur du Rallye International des Alpes Françaises (Coupe des Alpes) en 1951  sur Jaguar XK120 (copilote : son épouse);
- Vainqueur du Rallye des Tulipes en 1951  sur Jaguar XK120 (copilote : son épouse);
- Vainqueur du Rallye Lancashire AC Morecombe en 1951 sur Jaguar XK120 (au général, et en catégorie voitures de production);
- Vainqueur de la Coupe d'Or de la coupe des Alpes en 1952 avec son épouse, pour avoir remporté trois coupes alpines successivement, 1950/51/52, durant cette compétition (1ers lauréats);
- Vainqueur de la Coupe d'Argent de la coupe des Alpes en 1951 avec son épouse, pour avoir remporté trois coupes alpines , 1948/50/51, durant cette compétition (1ers lauréats);
- 1er ex-æquo du rallye International des Alpes Françaises en 1948 sur Jaguar SS100 3 1/2-litre (copilote : Dick Weatherhead - l'équipage terminant alors seul 1er dans la course de côte du Col de l'Izoard);
  - 2e du rallye Monte-Carlo en 1953 sur Jaguar XK120 (copilote : son épouse; départ de Glasgow);
  - 2e du rallye de Lisbonne en 1953 sur Jaguar XK120;
  - 2e du rallye de Grande-Bretagne en 1956 sur Jaguar XK140 (copilote : son épouse; 1ers en catégorie Grand Tourisme, plus de 2 600 cm3);
  - 2e du rallye International des Alpes Françaises en 1949, cette fois comme copilote de Donald Healey, sur Silverstone Healey (équipage 1er de classe en 3 000 cm3);
  - 4e du rallye alpin en 1952 sur Jaguar XK120 (copilote : son épouse);
  - 7e du rallye de Grande-Bretagne en 1955 sur MG TF 1500 904.4 (copilote : J.Mansbridge).